# بیمارستان دانشگاه کوئوپیو
'بیمارستان دانشگاه کوئوپیو (انگلیسی: Kuopio University Hospital, KUH; فنلاندی: Kuopion yliopistolinen sairaala, KYS, سوئدی: Kuopio universitetsjukhus) یک بیمارستان آموزشی در دانشگاه شرق فنلاند در امتداد Puijonlaak است. منطقه پوئییونلاکسو در کوئوپیو، فنلاند. این بیمارستان به‌عنوان یکی از بیمارستان‌های اصلی کشور عمل می‌کند و با امکانات بیمارستان مرکزی پوئییو ("Puijon keskussairaala")، بیمارستان کودکان آلاوا ("Alavan lastensairaala") و بیمارستان روان‌پزشکی یولکولا ("Julkulan psykiatrinen sairaala"، و همچنین KuoparinioTairaala سابق در سیلین‌یروی هم‌رده است.
پس از کوئوپیو، شهرداری‌های سیلین‌یروی، وارکائوس و ایسالمی بیشترین استفاده را از خدمات منطقه بیمارستانی دارند. KYS دومین کارفرمای بزرگ کوئوپیو پس از شهر کوئوپیو است. در سال ۲۰۱۱، بیمارستان دانشگاه کووپیو در مجموع ۴۱۱۳ نفر را استخدام کرد. KYS همچنین بزرگ‌ترین مرکز آموزش پزشکی فنلاند از نظر تعداد ثبت نام است.
KYS دارای یک مرکز صرع (Epilepsiakeskus) است که تشخیص و درمان صرع شدید را در بزرگسالان و کودکان ارائه می‌دهد. تخصص ویژه این واحد، ثبت منحنی‌های مغزی داخل جمجمه‌ای و جراحی صرع است که در سراسر کشور در کوئوپیو و هلسینکی متمرکز شده‌اند، اما بیشتر اقدامات جراحی صرع فنلاند در کوئوپیو انجام می‌شود. در رابطه با سایر زمینه‌های تخصصی در KYS، مرکز قلب (Sydänkeskus) پیشگام جهانی در توسعه جراحی بای‌پس بیولوژیکی و ژن‌درمانی برای نارسایی قلب است.